# Termas de Río Hondo
Termas de Río Hondo ist die Hauptstadt des Departamento Río Hondo in der Provinz Santiago del Estero im nordwestlichen Argentinien. Sie liegt am Ufer des Río Dulce, 65 Kilometer von der Provinzhauptstadt Santiago del Estero entfernt und ist über die Ruta Nacional 9 mit ihr verbunden. In der Klassifikation der Gemeinden der Provinz ist sie als Gemeinde der 1. Kategorie eingeteilt.

## Geschichte
Termas Río Hondo wurden am 6. September 1954 zur Stadt erklärt. 1958 wählte sie ihren ersten Bürgermeister Luis Jorge Manzur.

## Bevölkerung
Termas de Río Hondo hat 32.116 Einwohner (2010, INDEC), das sind 54 Prozent der Bevölkerung des Departamento Río Hondo.

## Tourismus
Termas Río Hondo ist der größte Spa-Hotel-Komplex Argentiniens. Der Ort verfügt über mehr als 170 Hotels in unterschiedlichen Kategorien mit über 14.500 Betten. Das Wasser der Thermalquellen hat eine Temperatur von 30 Grad Celsius und hilft vor allem bei Hypertonie und Rheuma.
Westlich der Stadt liegt die 2008 eröffnete Motorsport-Rennstrecke Autódromo Termas de Río Hondo auf der u. a. regelmäßig die Motorrad- und die Tourenwagen-Weltmeisterschaft gastieren.
Für den Tourismus befindet sich 6 Kilometer westlich der Stadt der Flughafen Termas de Río Hondo.

## Feste
- Nuestra Señora del Perpetuo Socorro (27. Juni): Patronatsfest